# Llista d'asteroides/204901-205000
| Nom      | Designació provisional | Data de descobriment   | Lloc de descobriment   | Descobridor/s                                          |
| -------- | ---------------------- | ---------------------- | ---------------------- | ------------------------------------------------------ |
| 204901 - | 2007 US93              | 31 d'octubre de 2007   | Mount Lemmon           | Mount Lemmon Survey                                    |
| 204902 - | 2007 UB126             | 17 d'octubre de 2007   | Catalina               | CSS                                                    |
| 204903 - | 2007 UO133             | 30 d'octubre de 2007   | Catalina               | CSS                                                    |
| 204904 - | 2007 VS80              | 4 de novembre de 2007  | Kitt Peak              | Spacewatch                                             |
| 204905 - | 2007 VR84              | 7 de novembre de 2007  | OAM                    | La Sagra                                               |
| 204906 - | 2007 VM270             | 3 de novembre de 2007  | Kitt Peak              | Spacewatch                                             |
| 204907 - | 2007 VP291             | 14 de novembre de 2007 | Kitt Peak              | Spacewatch                                             |
| 204908 - | 2007 WS10              | 17 de novembre de 2007 | Catalina               | CSS                                                    |
| 204909 - | 2008 DP43              | 28 de febrer de 2008   | Mount Lemmon           | Mount Lemmon Survey                                    |
| 204910 - | 2008 HU12              | 24 d'abril de 2008     | Kitt Peak              | Spacewatch                                             |
| 204911 - | 2008 QE5               | 22 d'agost de 2008     | Kitt Peak              | Spacewatch                                             |
| 204912 - | 2008 RH94              | 6 de setembre de 2008  | Kitt Peak              | Spacewatch                                             |
| 204913 - | 2008 RG108             | 9 de setembre de 2008  | Mount Lemmon           | Mount Lemmon Survey                                    |
| 204914 - | 2008 SQ35              | 20 de setembre de 2008 | Kitt Peak              | Spacewatch                                             |
| 204915 - | 2008 ST52              | 20 de setembre de 2008 | Mount Lemmon           | Mount Lemmon Survey                                    |
| 204916 - | 2008 SU54              | 20 de setembre de 2008 | Mount Lemmon           | Mount Lemmon Survey                                    |
| 204917 - | 2008 SY82              | 26 de setembre de 2008 | Bisei SG Center        | BATTeRS                                                |
| 204918 - | 2008 SW142             | 24 de setembre de 2008 | Mount Lemmon           | Mount Lemmon Survey                                    |
| 204919 - | 2008 SH147             | 24 de setembre de 2008 | Kitt Peak              | Spacewatch                                             |
| 204920 - | 2008 SR163             | 28 de setembre de 2008 | Socorro                | LINEAR                                                 |
| 204921 - | 2008 SE173             | 22 de setembre de 2008 | Mount Lemmon           | Mount Lemmon Survey                                    |
| 204922 - | 2008 SY206             | 26 de setembre de 2008 | Kitt Peak              | Spacewatch                                             |
| 204923 - | 2008 SZ260             | 23 de setembre de 2008 | Kitt Peak              | Spacewatch                                             |
| 204924 - | 2008 SN266             | 24 de setembre de 2008 | Catalina               | CSS                                                    |
| 204925 - | 2008 TG5               | 1 d'octubre de 2008    | OAM                    | La Sagra                                               |
| 204926 - | 2008 TX8               | 6 d'octubre de 2008    | Goodricke-Pigott       | R. A. Tucker                                           |
| 204927 - | 2008 TM52              | 2 d'octubre de 2008    | Kitt Peak              | Spacewatch                                             |
| 204928 - | 2008 TZ68              | 2 d'octubre de 2008    | Kitt Peak              | Spacewatch                                             |
| 204929 - | 2008 TV82              | 3 d'octubre de 2008    | Kitt Peak              | Spacewatch                                             |
| 204930 - | 2008 TD105             | 6 d'octubre de 2008    | Kitt Peak              | Spacewatch                                             |
| 204931 - | 2008 UJ34              | 20 d'octubre de 2008   | Kitt Peak              | Spacewatch                                             |
| 204932 - | 2008 UV35              | 20 d'octubre de 2008   | Mount Lemmon           | Mount Lemmon Survey                                    |
| 204933 - | 2008 UE42              | 20 d'octubre de 2008   | Kitt Peak              | Spacewatch                                             |
| 204934 - | 2008 UO99              | 29 d'octubre de 2008   | Goodricke-Pigott       | R. A. Tucker                                           |
| 204935 - | 2008 UZ108             | 21 d'octubre de 2008   | Mount Lemmon           | Mount Lemmon Survey                                    |
| 204936 - | 2008 UG142             | 23 d'octubre de 2008   | Kitt Peak              | Spacewatch                                             |
| 204937 - | 2008 UF156             | 23 d'octubre de 2008   | Kitt Peak              | Spacewatch                                             |
| 204938 - | 2008 UW159             | 23 d'octubre de 2008   | Kitt Peak              | Spacewatch                                             |
| 204939 - | 2008 UV172             | 24 d'octubre de 2008   | Kitt Peak              | Spacewatch                                             |
| 204940 - | 2008 UR193             | 25 d'octubre de 2008   | Mount Lemmon           | Mount Lemmon Survey                                    |
| 204941 - | 2008 UD198             | 24 d'octubre de 2008   | Socorro                | LINEAR                                                 |
| 204942 - | 2008 UT256             | 27 d'octubre de 2008   | Kitt Peak              | Spacewatch                                             |
| 204943 - | 2008 UA263             | 27 d'octubre de 2008   | Kitt Peak              | Spacewatch                                             |
| 204944 - | 2008 UM279             | 28 d'octubre de 2008   | Mount Lemmon           | Mount Lemmon Survey                                    |
| 204945 - | 2008 UB287             | 28 d'octubre de 2008   | Mount Lemmon           | Mount Lemmon Survey                                    |
| 204946 - | 2008 UN302             | 29 d'octubre de 2008   | Kitt Peak              | Spacewatch                                             |
| 204947 - | 2008 UE315             | 30 d'octubre de 2008   | Kitt Peak              | Spacewatch                                             |
| 204948 - | 2008 UG325             | 31 d'octubre de 2008   | Kitt Peak              | Spacewatch                                             |
| 204949 - | 2008 VT                | 2 de novembre de 2008  | RAS                    | A. Lowe                                                |
| 204950 - | 2008 VU46              | 3 de novembre de 2008  | Kitt Peak              | Spacewatch                                             |
| 204951 - | 2008 VR53              | 6 de novembre de 2008  | Catalina               | CSS                                                    |
| 204952 - | 2008 VM57              | 6 de novembre de 2008  | Mount Lemmon           | Mount Lemmon Survey                                    |
| 204953 - | 2008 WN4               | 17 de novembre de 2008 | Kitt Peak              | Spacewatch                                             |
| 204954 - | 2008 WS24              | 18 de novembre de 2008 | Catalina               | CSS                                                    |
| 204955 - | 2008 WF60              | 19 de novembre de 2008 | Socorro                | LINEAR                                                 |
| 204956 - | 2008 WS61              | 22 de novembre de 2008 | OAM                    | La Sagra                                               |
| 204957 - | 2008 WK68              | 18 de novembre de 2008 | Kitt Peak              | Spacewatch                                             |
| 204958 - | 2008 WQ88              | 21 de novembre de 2008 | Kitt Peak              | Spacewatch                                             |
| 204959 - | 2008 WT98              | 23 de novembre de 2008 | OAM                    | La Sagra                                               |
| 204960 - | 4713 P-L               | 24 de setembre de 1960 | Palomar                | C. J. van Houten, I. van Houten-Groeneveld, T. Gehrels |
| 204961 - | 6377 P-L               | 24 de setembre de 1960 | Palomar                | C. J. van Houten, I. van Houten-Groeneveld, T. Gehrels |
| 204962 - | 5057 T-2               | 25 de setembre de 1973 | Palomar                | C. J. van Houten, I. van Houten-Groeneveld, T. Gehrels |
| 204963 - | 1981 EW29              | 2 de març de 1981      | Siding Spring          | S. J. Bus                                              |
| 204964 - | 1981 EN46              | 2 de març de 1981      | Siding Spring          | S. J. Bus                                              |
| 204965 - | 1989 SY4               | 26 de setembre de 1989 | La Silla               | E. W. Elst                                             |
| 204966 - | 1990 QX3               | 22 d'agost de 1990     | Palomar                | H. E. Holt                                             |
| 204967 - | 1991 TH7               | 3 d'octubre de 1991    | Tautenburg Observatory | F. Börngen, L. D. Schmadel                             |
| 204968 - | 1991 TM11              | 11 d'octubre de 1991   | Kitt Peak              | Spacewatch                                             |
| 204969 - | 1991 VU11              | 8 de novembre de 1991  | Kitt Peak              | Spacewatch                                             |
| 204970 - | 1992 DQ6               | 29 de febrer de 1992   | La Silla               | UESAC                                                  |
| 204971 - | 1993 FG9               | 17 de març de 1993     | La Silla               | UESAC                                                  |
| 204972 - | 1993 QV8               | 20 d'agost de 1993     | La Silla               | E. W. Elst                                             |
| 204973 - | 1993 SN9               | 22 de setembre de 1993 | La Silla               | H. Debehogne, E. W. Elst                               |
| 204974 - | 1993 TO7               | 9 d'octubre de 1993    | Kitt Peak              | Spacewatch                                             |
| 204975 - | 1993 TW35              | 11 d'octubre de 1993   | La Silla               | E. W. Elst                                             |
| 204976 - | 1994 JT1               | 1 de maig de 1994      | Kitt Peak              | Spacewatch                                             |
| 204977 - | 1994 SZ8               | 28 de setembre de 1994 | Kitt Peak              | Spacewatch                                             |
| 204978 - | 1994 SE12              | 29 de setembre de 1994 | Kitt Peak              | Spacewatch                                             |
| 204979 - | 1994 TW10              | 9 d'octubre de 1994    | Kitt Peak              | Spacewatch                                             |
| 204980 - | 1994 TO11              | 10 d'octubre de 1994   | Kitt Peak              | Spacewatch                                             |
| 204981 - | 1995 EX6               | 2 de març de 1995      | Kitt Peak              | Spacewatch                                             |
| 204982 - | 1995 FT3               | 23 de març de 1995     | Kitt Peak              | Spacewatch                                             |
| 204983 - | 1995 GV4               | 5 d'abril de 1995      | Kitt Peak              | Spacewatch                                             |
| 204984 - | 1995 UL9               | 16 d'octubre de 1995   | Kitt Peak              | Spacewatch                                             |
| 204985 - | 1995 UW13              | 17 d'octubre de 1995   | Kitt Peak              | Spacewatch                                             |
| 204986 - | 1995 UB22              | 19 d'octubre de 1995   | Kitt Peak              | Spacewatch                                             |
| 204987 - | 1995 UN40              | 23 d'octubre de 1995   | Kitt Peak              | Spacewatch                                             |
| 204988 - | 1995 US58              | 18 d'octubre de 1995   | Kitt Peak              | Spacewatch                                             |
| 204989 - | 1995 UX65              | 17 d'octubre de 1995   | Kitt Peak              | Spacewatch                                             |
| 204990 - | 1995 YP14              | 20 de desembre de 1995 | Kitt Peak              | Spacewatch                                             |
| 204991 - | 1996 EZ3               | 11 de març de 1996     | Kitt Peak              | Spacewatch                                             |
| 204992 - | 1996 ES4               | 11 de març de 1996     | Kitt Peak              | Spacewatch                                             |
| 204993 - | 1996 EV9               | 12 de març de 1996     | Kitt Peak              | Spacewatch                                             |
| 204994 - | 1996 RJ14              | 8 de setembre de 1996  | Kitt Peak              | Spacewatch                                             |
| 204995 - | 1996 TZ2               | 3 d'octubre de 1996    | Xinglong               | Beijing Schmidt CCD Asteroid Program                   |
| 204996 - | 1996 TU5               | 3 d'octubre de 1996    | Xinglong               | Beijing Schmidt CCD Asteroid Program                   |
| 204997 - | 1996 VE13              | 5 de novembre de 1996  | Kitt Peak              | Spacewatch                                             |
| 204998 - | 1996 VV13              | 5 de novembre de 1996  | Kitt Peak              | Spacewatch                                             |
| 204999 - | 1996 VD14              | 5 de novembre de 1996  | Kitt Peak              | Spacewatch                                             |
| 205000 - | 1996 VA16              | 5 de novembre de 1996  | Kitt Peak              | Spacewatch                                             |